# San Rafael Tlanalapan
San Rafael Tlanalapan är en ort i Mexiko.   Den ligger i kommunen San Martín Texmelucan och delstaten Puebla, i den sydöstra delen av landet, 70 km öster om huvudstaden Mexico City. San Rafael Tlanalapan ligger 2 294 meter över havet och antalet invånare är 15 998.
Terrängen runt San Rafael Tlanalapan är kuperad åt nordväst, men åt sydost är den platt. Runt San Rafael Tlanalapan är det tätbefolkat, med 511 invånare per kvadratkilometer. Närmaste större samhälle är San Martin Texmelucan de Labastida, 3,2 km öster om San Rafael Tlanalapan. Omgivningarna runt San Rafael Tlanalapan är en mosaik av jordbruksmark och naturlig växtlighet.